# Barbara Okuła
Barbara Okuła z domu Trusiak (ur. 4 grudnia 1973 w Siemiatyczach) – polska działaczka polityczna i przedsiębiorca, posłanka na Sejm X kadencji.

## Życiorys
Ukończyła finanse i rachunkowość na Wyższej Szkole Finansów i Zarządzania w Białymstoku (magisterium uzyskała w 2002). Zajęła się prowadzeniem własnej działalności gospodarczej w ramach spółki prawa handlowego „Farbud”, a także sieci sklepów z zabawkami. Weszła w skład rady Fundacji „Białostocka Akademia Musicalowa”.
Była zaangażowana w kampanię prezydencką Szymona Hołowni w 2020. Dołączyła do zainicjowanej przez niego partii Polska 2050. W wyborach parlamentarnych w 2023 kandydowała do Sejmu z trzeciego miejsca listy Trzeciej Drogi w okręgu białostockim; uzyskała mandat posłanki X kadencji, otrzymując 3482 głosy. W 2024 z ramienia tej koalicji bez powodzenia startowała w wyborach do Parlamentu Europejskiego z okręgu nr 3 (otrzymała 5785 głosów).

## Życie prywatne
Córka Stanisława i Teresy. Zamężna z Grzegorzem, ma dwóch synów i córkę.

## Wyniki w wyborach ogólnopolskich
| Wybory | Komitet wyborczy                | Komitet wyborczy | Organ           | Okręg        | Wynik        |
| ------ | ------------------------------- | ---------------- | --------------- | ------------ | ------------ |
| 2023   |                                 | Trzecia Droga    | Sejm X kadencji | nr 24        | 3482 (0,57%) |
| 2024   | Parlament Europejski X kadencji | Trzecia Droga    | nr 3            | 5785 (0,84%) |              |